# オットー・エックマン
オットー・エックマン（Otto Eckmann、1865年11月19日 - 1902年6月11日）はドイツのイラストレーター、工芸デザイナーである。ドイツにおけるアール・ヌーヴォー（ドイツではユーゲント・シュティールと呼ばれる）を代表する芸術家の一人である 。タイポグラフィーの分野では、日本の「江戸文字」のようなタイプフェース(書体)の「Eckmann typeface」を制作したことでも知られる。

## 略歴
ハンブルクで生まれた。ハンブルクやニュルンベルクの工芸学校で学んだ後、ミュンヘン美術院で学び 、ラファエロ前派のスタイルの絵画を描いた。1894年、描いた絵画製品を競売にかけ、商業デザインに集中することにした。1895年から雑誌「Pan」、1896年から雑誌「Jugend 」のグラフィック・デザインの仕事をし、Cottaや Diederichs、Scherl、Seemannといった出版社の書籍の表紙のデザインや、印刷会社 S. Fischer Verlagの活字デザインもした。「Eckmann typeface」と呼ばれる書体は現在も使われているアール・ヌーヴォーのスタイルの書体である。

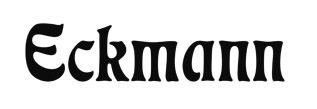
Eckmann typefaceの例

イギリスのアーツ・アンド・クラフツ運動に影響を受けて、家具やタペストリーのデザインもした。1902年にケルンのチョコレート会社のオーナーで、多くの複製美術品を宣伝に使ったルートヴィヒ・シュトルヴェルクの依頼で、宣材カードのデザインを行った。 
1897年にベルリンの王立工芸美術館で装飾美術を教えた。1900年から数年間、ドイツの電機メーカーAEGの社名ロゴとしてエックマンのデザインが採用された。
結核に罹患し、何年かの療養の後、南ドイツ、バーデン＝ヴュルテンベルク州の静養地バーデンヴァイラーで死去した。37歳だった。

## 作品

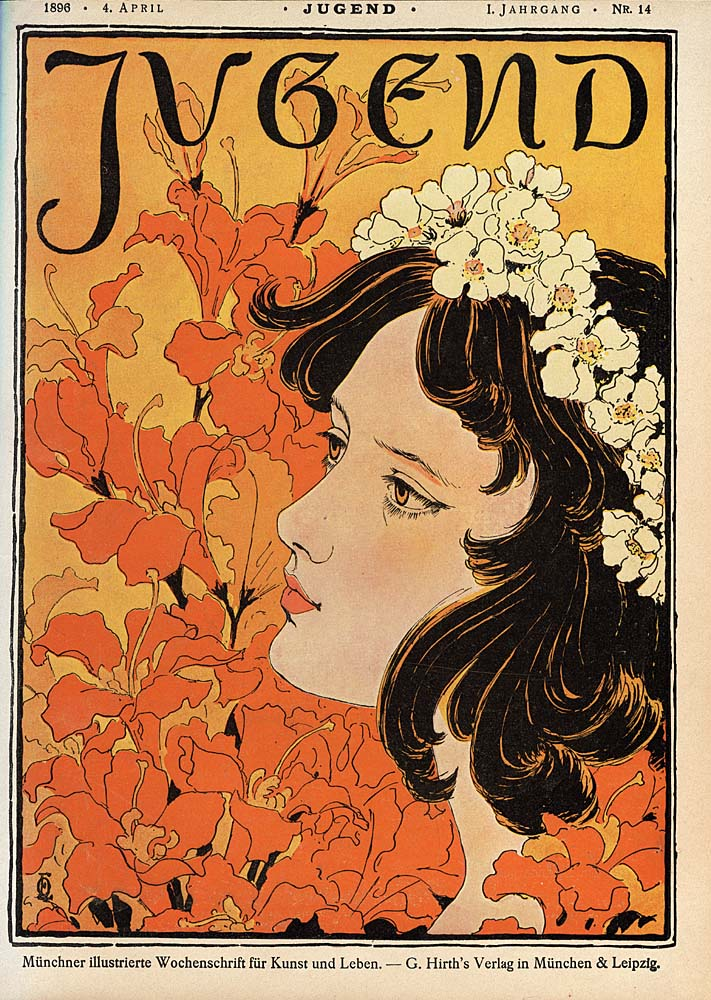
雑誌「Jugend」表紙 (1896)
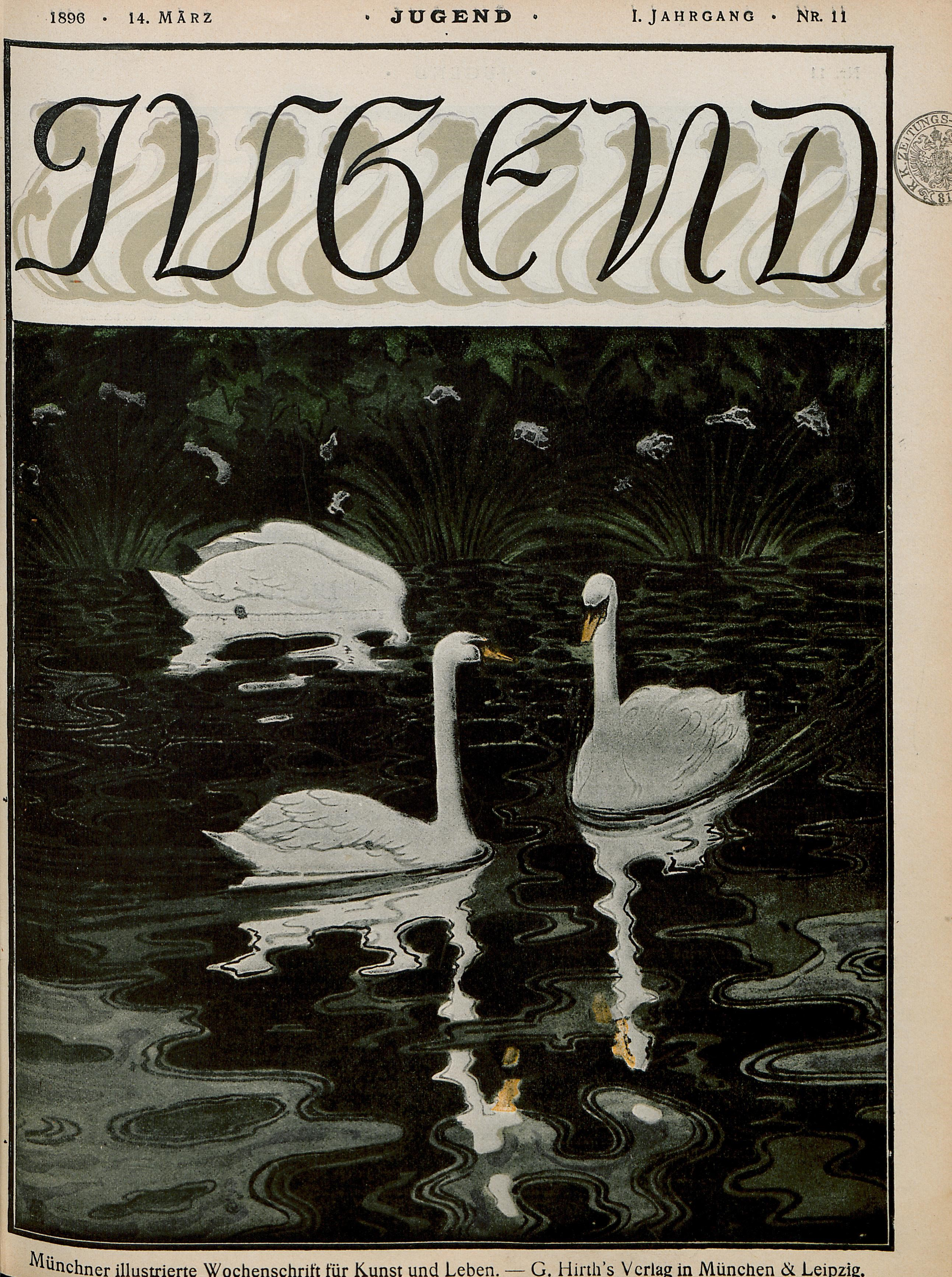
雑誌「Jugend」表紙 (1896)
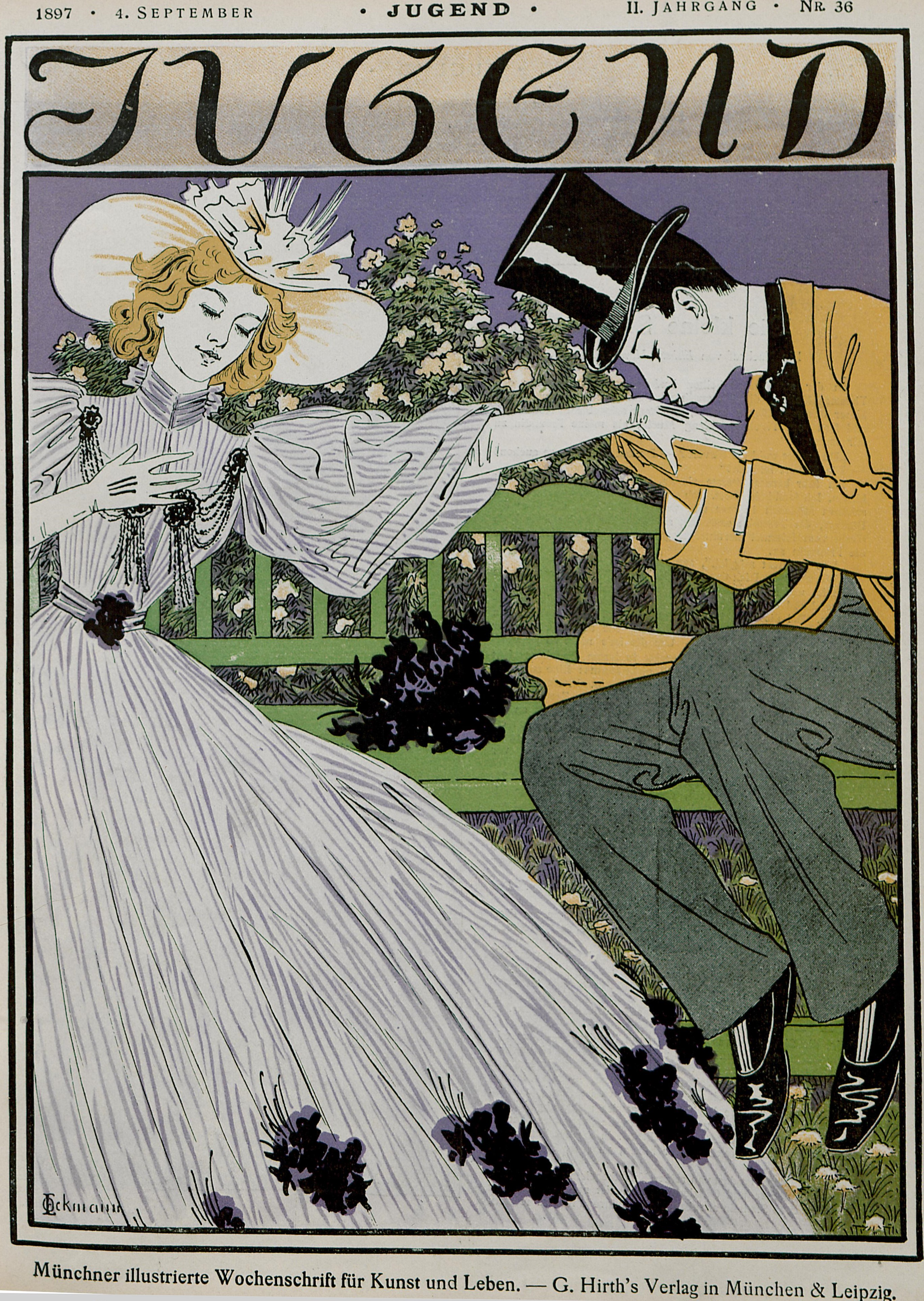
雑誌「Jugend」表紙 (1897)
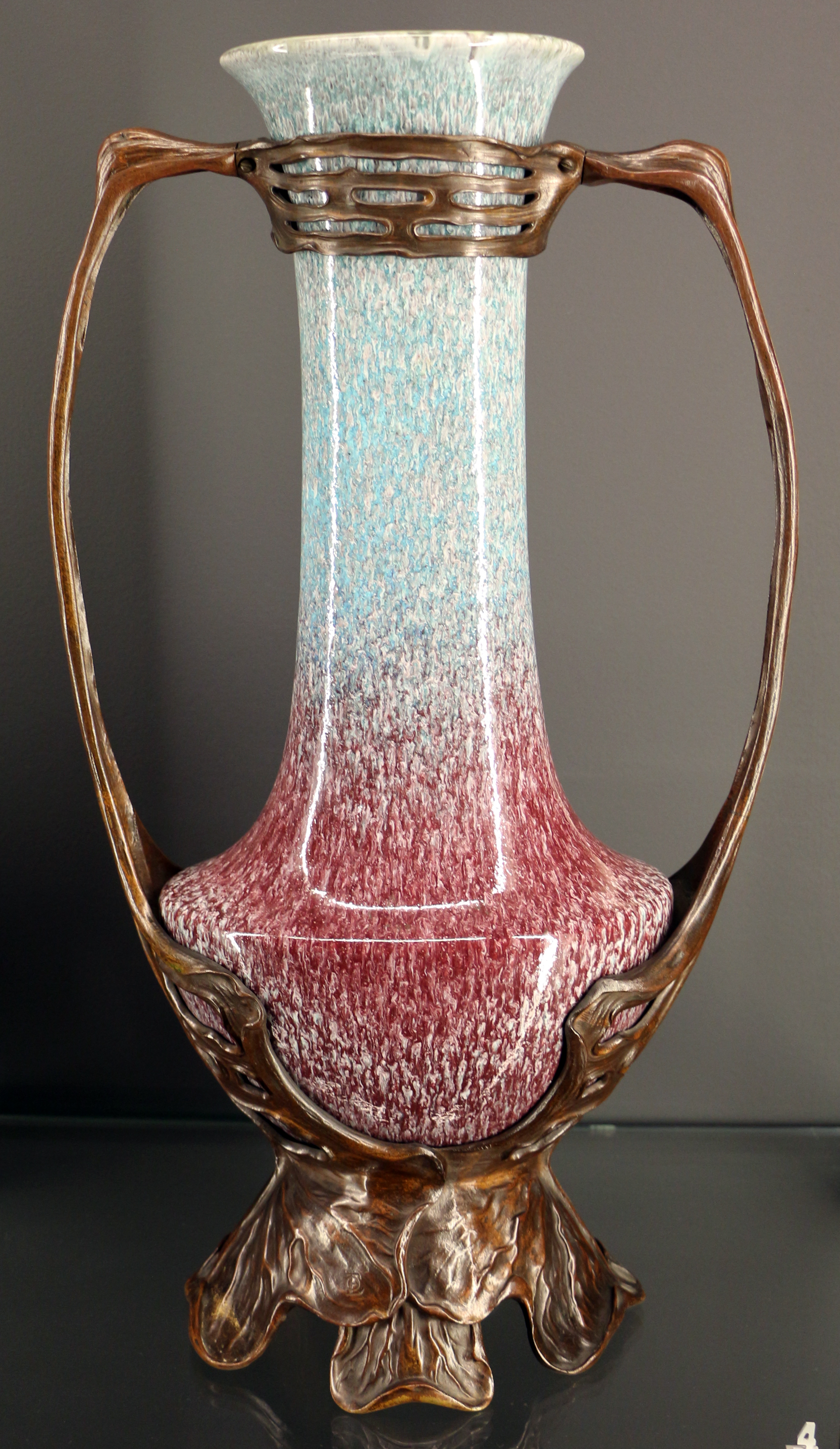
Otto schulzとデザインした花瓶

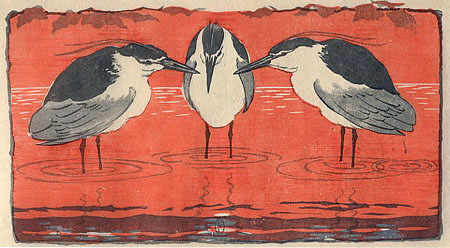
(1896)
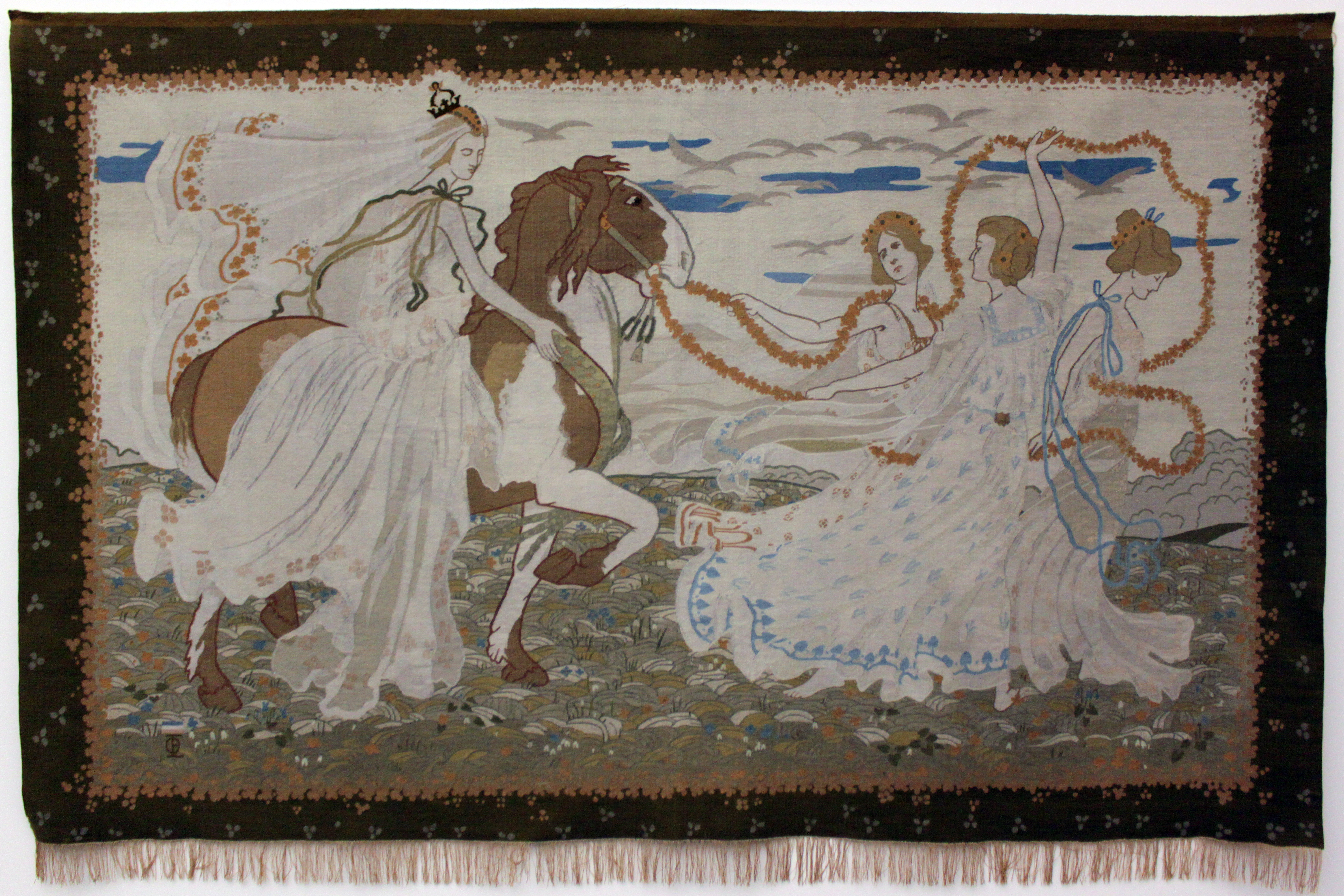
タペストリーのデザイン
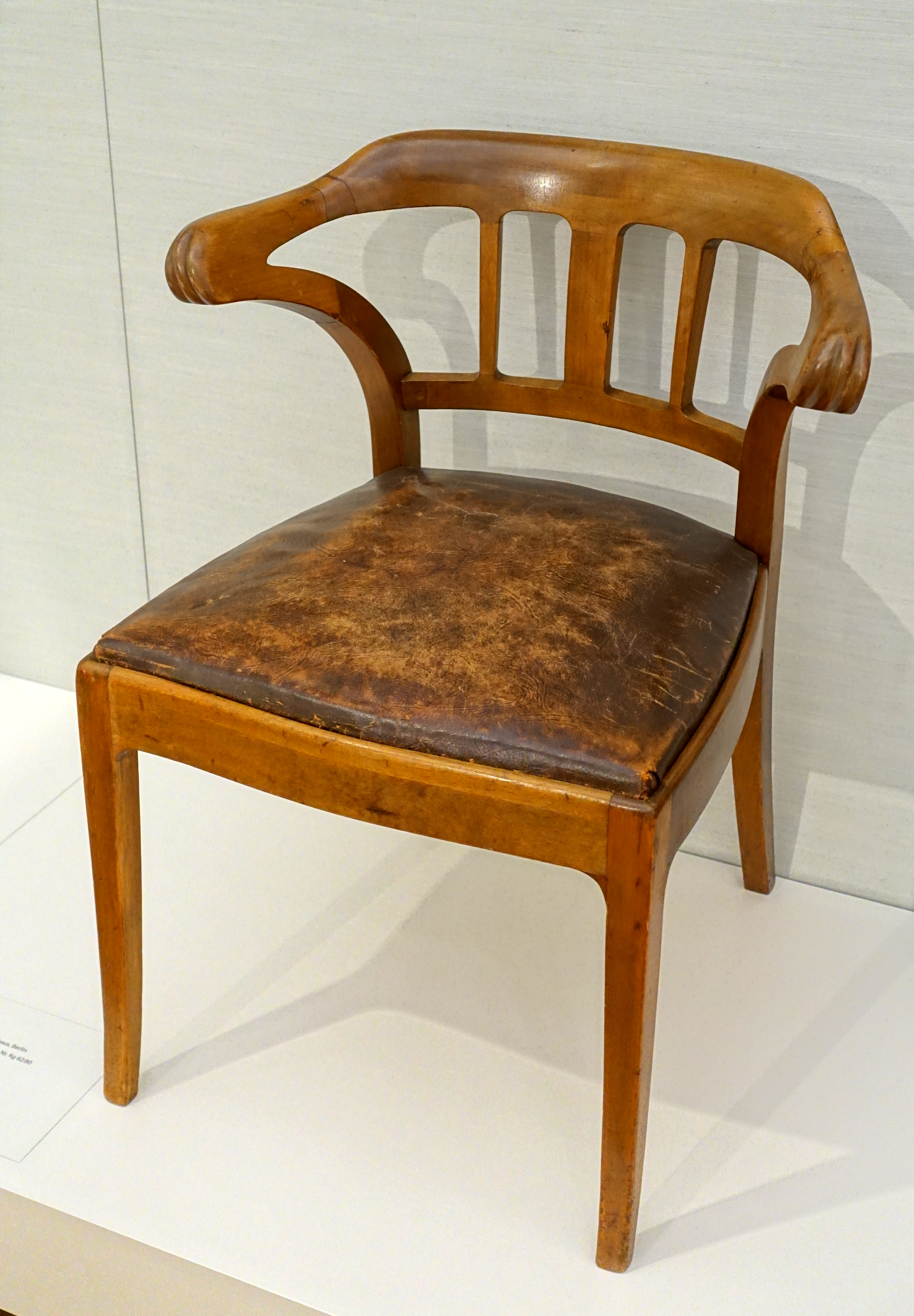
アームチェアーのデザイン(1897)